# Estação Vladykino
Vladykino (em russo:  Владыкино) é uma das estações da linha Serpukhovsko-Timiriasevskaia (Linha 9) do Metro de Moscovo, na Rússia. Estação «Vladykino» está localizada entre as estações «Petrovsko-Rasumovskoie» e «Otradnoie».